# 滋賀県立甲西高等学校
滋賀県立甲西高等学校（しがけんりつ こうせいこうとうがっこう）は、滋賀県湖南市針に所在する公立の高等学校。

## 設置学科
- 普通科

## 沿革
- 1983年（昭和58年）4月 - 開校。
- 1985年（昭和60年）8月 - 第67回全国高等学校野球選手権大会で春夏通じて初の甲子園出場。「甲西旋風」を巻き起こし、後に「大魔神」と呼ばれるようになった佐々木主浩と葛西稔がいた東北高校（宮城県代表）にサヨナラ勝ちしたものの、準決勝でKKコンビのPL学園に敗れた。

## 部活動
文武両道としているため部活が盛ん。
特に剣道・テニス・弓道が強く全国出場を果たしている。
弓道・山岳は2008年大分国体に出場している。
2009年全国選抜大会で弓道は団体全国3位の成績を誇る。
2009年まほろば総体には剣道・弓道・テニスが出場。
毎年部員数3ケタが続く吹奏楽部は毎年定期演奏会を行っており、2000人以上の客が観に来るほど有名である。
モットーの“響け心”は部員が着るポロシャツにもデザインされており、それを着たいがために甲西を選ぶ中学生もいるほど。登下校など土日では電車内でもよく見かけるほど大勢の部員がいる。
運動部
- 野球部
- サッカー部
- 新体操部(2019年度時点では存在しない)
- 弓道部
- 陸上部
- 山岳部
- バスケットボール部
- テニス部
- ソフトボール部
- バレーボール部
- 卓球部
- 剣道部(2019年度で廃部)

文化部
- 吹奏楽部
- 科学部(2019年度で廃部)
- 新聞部
- 生徒会執行部
- 茶華道部

2008年より華道部の部員がいなくなったため、茶道部と合同
- 書道部
- ボランティア部(2019年度時点では存在しない)
- 演劇部

## 交通アクセス
JR草津線甲西駅から徒歩15分ほど。
最寄りのバス停から徒歩1分ほど。

## 阿星祭
甲西高校の学園祭。名前は近くにある阿星山に由来する。2008年までは9月上旬に2日間にわけて行われていたが2009年からは7月上旬に体育祭とともに行われている。学園祭のある週の2週間前から、授業を行わない阿星祭準備期間が設けられる。
文化の部と体育の部に分かれており、特に全校で力を入れている阿星祭文化の部では、1年生の合唱コンクールと2年生のステージ発表、三年生のステージ発表後、自由時間。自由時間内には、1年生の教室展示や有志発表と、3年生もしくは一部の運動部による模擬店が行われる。
ただし原則として非公開になっている。

## 著名な卒業生
- 安蘭けい - 宝塚歌劇団星組男役トップスターの女優（1989年卒業）
- 枝元萌 - 女優（1995年卒業）
- 藤村未来 ‐ 女優 アローペースクエンターテインメント所属（2020年卒業）